# Familias frente al fuego
Familias frente al fuego, abreviado como "FFF", es un reality show mexicano que busca a la mejor familia cocinera del país. Es la adaptación mexicana del programa; "Family Food Fight" y es producido por Televisa en colaboración con Endemol Shine Latino. Se estrenó el domingo 14 de julio de 2019 por Las Estrellas. Está conducido por Inés Gómez Mont y el jurado está compuesto por Belén Alonso, Antonio de Livier y Carlos Gaytán.
A partir del domingo 4 de agosto de 2019, Familias frente al fuego cambia de horario a las 7:00PM, esto debido a que no obtuvo los números de audiencia esperados ante su competencia MasterChef de TV Azteca.

## Formato
El programa se emite en formato semanal. En las semanas de competencia participan todas las familias cocinando dos menús indicados por los jurados, resultando dos de ellas nominadas; esas dos familias la semana siguiente tendrán que ir a un duelo en la cual tendrán que cocinar dos platos y serán puntuados por el jurado, quien obtenga menor puntaje será eliminado de la competencia.

## Familias
| N.º | Familia  | Miembros                     | Estado           | Resultado                   |
| --- | -------- | ---------------------------- | ---------------- | --------------------------- |
| 1   | Nahum    | Elízabeth, Alex y Lula       | Ciudad de México | Ganadores (18/08/2019)      |
| 2/3 | Merino   | Jéssica, Andrea y Viridiana  | Jalisco          | Finalistas (18/08/2019)     |
| 2/3 | Toledo   | Vianney, Janko y Licha       | Estado de México | Finalistas (18/08/2019)     |
| 4   | Bárcenas | Marcela, Dulce y Ruth        | Ciudad de México | 5.° Eliminados (11/08/2019) |
| 5   | Vásquez  | Lula, Giorgi y Antonio       | Oaxaca           | 4.° Eliminados (28/07/2019) |
| 6   | Gudiño   | Daniel, Javier y Farid       | Ciudad de México | 3.° Eliminados (21/07/2019) |
| 7   | Ek       | Hermelinda, Socorro y Geny   | Yucatán          | 2.° Eliminados (14/07/2019) |
| 8   | Wong     | Cristina, Christian y Mónica | Sinaloa          | 1.º Eliminados (14/07/2019) |

## Tabla de eliminación
| N.º | Familia  | Programa   | Programa   | Programa   | Programa   | Programa   | Programa   |
| N.º | Familia  | Programa 1 | Programa 2 | Programa 3 | Programa 4 | Programa 5 | FINAL      |
| --- | -------- | ---------- | ---------- | ---------- | ---------- | ---------- | ---------- |
| 1   | Nahum    | Salvados   | Salvados   | Nominados  | Salvados   | Salvados   | Ganadores  |
| 2/3 | Merino   | Nominados  | Nominados  | Nominados  | Salvados   | Nominados  | Finalistas |
| 2/3 | Toledo   | Salvados   | Nominados  | Nominados  | Salvados   | Salvados   | Finalistas |
| 4   | Bárcenas | Salvados   | Nominados  | Salvados   | Salvados   | Eliminados |            |
| 5   | Vásquez  | Nominados  | Nominados  | Eliminados |            |            |            |
| 6   | Gudiño   | Salvados   | Eliminados |            |            |            |            |
| 7   | Ek       | Eliminados |            |            |            |            |            |
| 8   | Wong     | Eliminados |            |            |            |            |            |

- En el programa 4, debido a la complejidad de los retos realizados, el jurado determinó que ninguna de las familias saliera, por lo tanto, no hubo eliminación.

     Familia que fue nominada
     Familia eliminada
     Familia que obtuvo el tercer lugar
     Familia que obtuvo el segundo lugar.
     Familia ganadora

## Episodios
Lista de episodios de Familias Frente al Fuego